# برنسيس ياسمين أغا خان
برنسيس ياسمين أغا خان (بالإنجليزية: Yasmin Aga Khan)‏ هي فاعلة خير أمريكية، ولدت في 28 ديسمبر 1949 في لوزان في سويسرا.